# زورنیتسا (استان کرجالی)
زورنیتسا (به بلغاری: Zornitsa) یک منطقهٔ مسکونی در بلغارستان است که در شهرستان کاردژالی واقع شده‌است.